# Ravnișta, Smolean
Ravnișta (în bulgară Равнища) este un sat în comuna Madan, regiunea Smolean,  Bulgaria. 

## Demografie
Componența etnică a satului Ravnișta
     Bulgari (35,8%)
     Nicio identificare (46,09%)
     Altele (18,1%)
La recensământul din 2011, populația satului Ravnișta era de 243 locuitori. Nu există o etnie majoritară, locuitorii fiind  și bulgari (35,8%). Pentru 46,09% din locuitori nu este cunoscută apartenența etnică.